# Ogden (Arkansas)
Ogden – miasto w Stanach Zjednoczonych, w stanie Arkansas, w hrabstwie Little River.